# Juncus capitatus
Juncus capitatus é uma espécie de planta com flor pertencente à família Juncaceae. 
A autoridade científica da espécie é Weigel, tendo sido publicada em Observationes Botanicae 28. 1772.
O seu nome comum é junco-de-cabeça.

## Portugal
Trata-se de uma espécie presente no território português, nomeadamente em Portugal Continental, no Arquipélago dos Açores e no Arquipélago da Madeira.
Em termos de naturalidade é nativa das três regiões atrás indicadas.

## Protecção
Não se encontra protegida por legislação portuguesa ou da Comunidade Europeia.